# 克勞特瓦施山
47°16′45″N 14°7′13″E / 47.27917°N 14.12028°E

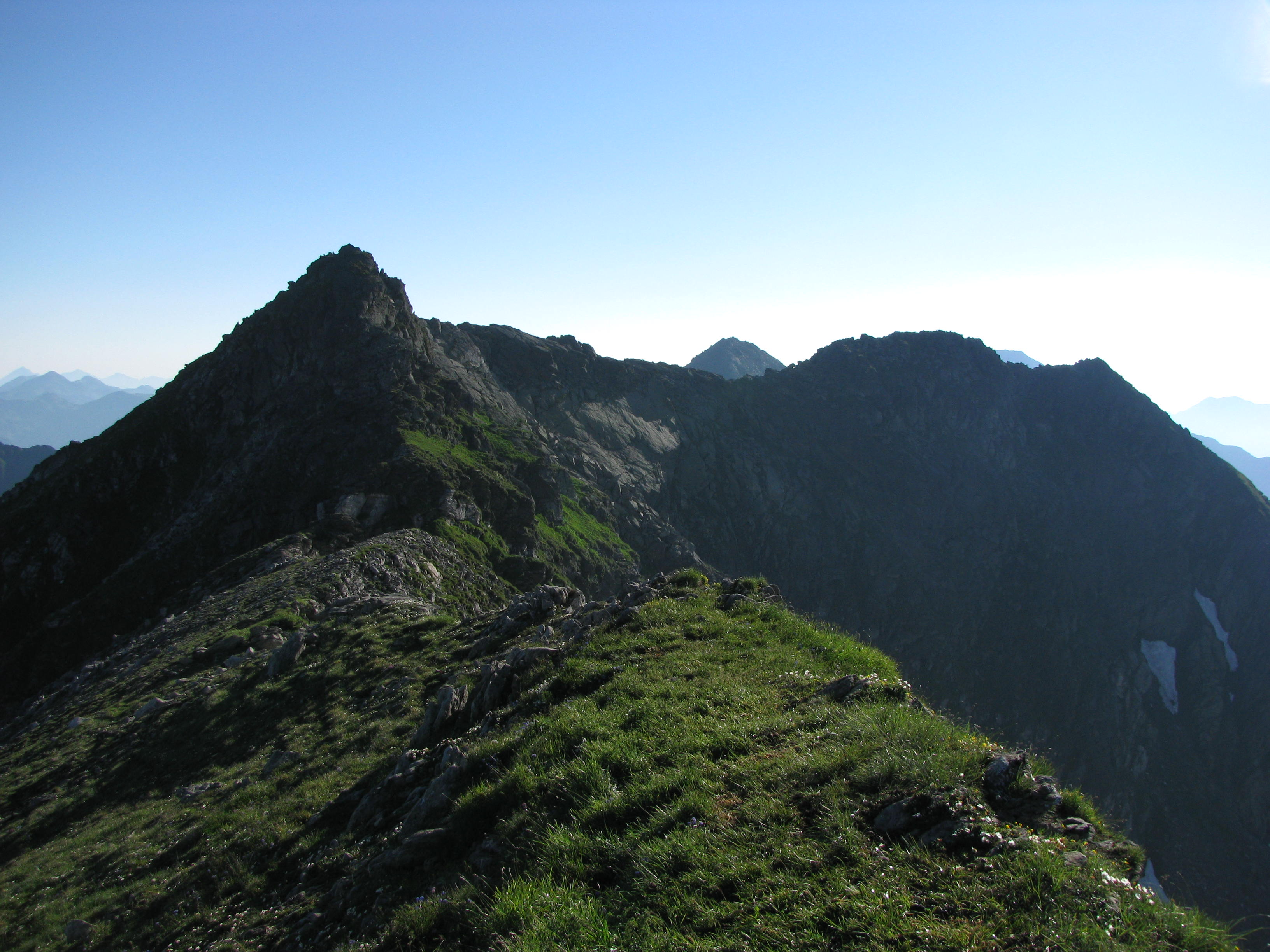

克勞特瓦施山（德語：Krautwasch），是奧地利的山峰，位於該國東南部，由施泰爾馬克州負責管轄，屬於羅滕曼及韋爾茨陶恩山脈的一部分，海拔高度2,360米，山體由片岩組成。